# حمزه قرنيان (سقز)
قرية حمزه قرنيان (بالكردية: حەمزەقەرەنیان) هي إحدى القرى التابعة لـمیره دیه في ريف قسم مركزي من مقاطعة سقز، في محافظة كردستان الإيرانية.

## السكان
حسب إحصاءات سنة 2006، بلغ إجمالي السكان في حمزه قرنيان 88 نسمة وعدد المساكن 15 مسكن. لغة سكان حمزه قرنيان هي اللغة الكردية و هم من أهل السنة والجماعة والمذهب الشافعي.